# Biddinghuizen
Biddinghuizen is een dorp in Oostelijk Flevoland, in de Nederlandse provincie Flevoland. De kern is een van de drie dorpen van de gemeente Dronten en telt 7.055 inwoners.

## Naam
Bij de ontwikkeling van Oostelijk Flevoland werd voor de naamgeving van de woonkernen teruggegrepen op dorpen die door de Zuiderzee waren weggevaagd. De meest nabij Elburg gelegen woonkern kreeg de naam Biddinghuizen, ontleend aan het historische Bidningahusum.

## Geschiedenis
In 790 wordt in de geschriften voor het eerst melding gemaakt van de naam Bidningahusum. Aan het eind van de 8e eeuw kreeg de bekende Evangelieprediker Liudger verschillende stukken grond geschonken op de Veluwe. Deze lagen in de buurt van villa Bidningahem en villa Thornspiic. Bidningahusum (enkele jaren later geschreven als Bidningahem), was een belangrijke plaats met een haven en zelfs een eigen kerk. Deze kerk zou de ruïne zijn van de Ludgeruskerk tussen Elburg en Doornspijk. Waarschijnlijk is het dorp Bidningahem al vrij snel na 800 verzwolgen door de Zuiderzee.

## Het hedendaagse dorp
Op 10 oktober 1963 kwam de familie Heijmink als eerste bewoners in Biddinghuizen wonen. Zij betrokken hun woning aan De Voor 6. Het hart van Biddinghuizen wordt gevormd door het mulitifunctionele gebied waar de drie basisscholen, een sportzaal, MFG De Binding en kerkelijk centrum De Voorhof gehuisvest zijn. Tegenover dit gebied liggen meerdere winkels die in het dagelijks levensonderhoud voorzien. Een gestileerde afbeelding van een ijsvogel vormt het logo van het Flevolandse dorp. De ijsvogel keert terug in 'de gouden ijsvogel': een erespeld van de dorpsvereniging voor een plaatsgenoot die veel voor Biddinghuizen heeft betekend.

## Recreatie
Recreatie is een belangrijke bron van inkomsten voor Biddinghuizen. Gemeente en provincie zien de oostelijke, recreatieve strook van de Flevopolder langs het Veluwemeer als 'de oostrand'. Hier liggen meerdere campings, jachthavens en stranden. In de winter kan er ook geschaatst worden op het Veluwemeer. In 2012 werd de laatste Veluwemeertocht verreden die ook over het water van Biddinghuizen kwam.
Bij Biddinghuizen zijn Zweefvliegclub Flevo en Golfclub Dorhout Mees gevestigd; voorheen ook Flevonice (sinds 2007 de langste ijsbaan van Nederland) deze is gesloten. Het grote publiek kent het dorp vooral van de Flevohof, later Six Flags Holland en tegenwoordig Walibi Holland.

## Evenementen
Ook het evenemententerrein naast het pretpark geniet landelijke bekendheid door de vele festivals. Van 1982 tot en met 1994 was Biddinghuizen de locatie voor het Flevo Festival. In 1995 werd hier de 18e Wereldjamboree gehouden: een wereldwijd evenement van de scouting.
De volgende festivals worden in Biddinghuizen gehouden:
- Defqon.1
- Flevoboulevard
- Lowlands festival
- Opwekking
- Groen Techniek Holland
- Agro Techniek Holland

Van 1971 tot en met 1992 was er de Flevohof dat daarna in handen kwam van de Walibi Group en verschillende andere opzetten en namen heeft gekend.

## Sport
- In Biddinghuizen is een aantal sportclubs actief die alle de naam B.A.S. gebruiken. Op sportpark De Schelp zijn BAS-Voetbal, BAS-Tennis en BAS-Schietsport gevestigd. In de Binding trainen onder andere B.A.S. basketbal, B.A.S. Gym, B.A.S. badminton en B.A.S. vollybal. Maar ook Vitaaloveral, Sandra's Aerobic Studio en koersbal vereniging.

## Monumenten
Zie ook:
- Het Gemaal Lovink, het enige rijksmonument in Biddinghuizen.
- Lijst van gemeentelijke monumenten in Biddinghuizen
- Riff, PD#18245 van Bob Gramsma, monument voor 100 jaar Zuiderzeewet

## Bekende (oud-)Biddinghuizenaren
- Sander Lantinga (1976), radio- en televisiepresentator
- Simone Kets (1996), oud-voetbalster die in haar jeugd bij BAS-Voetbal speelde